# Omphalagria togoensis
Omphalagria togoensis là một loài bướm đêm trong họ Noctuidae.